# Davide Fontolan
Davide Fontolan (Garbagnate Milanese, 24 febbraio 1966) è un ex calciatore italiano, di ruolo centrocampista o attaccante.

## Biografia
È fratello minore di Silvano, nato esattamente 11 anni prima.

## Caratteristiche tecniche
Ala o punta dal discreto bagaglio tecnico, riscontrò i maggiori limiti sul piano caratteriale mentre — a livello agonistico — risentì di un infortunio ai legamenti del ginocchio subìto in amichevole nell'estate 1990.

## Carriera

### Giocatore

Fontolan (a sinistra) e Alessandro Melli al Parma nella stagione 1986-1987

Dopo l'esperienza col Legnano in terza serie, difese in B i colori di Parma e Udinese: acquistato dal Genoa nel 1988, conseguì la promozione in Serie A coi liguri al termine del campionato 1988-89. Esordì in massima categoria il 27 agosto 1989, segnando una rete decisiva per la vittoria contro il Lecce: il 1º ottobre seguente aprì le marcature nel derby della Lanterna, poi vinto di misura (1-2) dalla Sampdoria. Miglior realizzatore del Grifone in campionato, si rese protagonista di un fatto controverso in occasione della partita con l'Atalanta in cui venne espulso per lo schiaffo al compagno di squadra Ruotolo dopo uno screzio in campo.
Il positivo rendimento coi genoani gli valse la chiamata dell'Inter, ma l'infortunio rimediato durante un'amichevole estiva ne precluse l'utilizzo per la stagione 1990-91: sostituito da Iorio nel mercato autunnale, fece parte — pur senza scendere in campo — della rosa che si aggiudicò la Coppa UEFA. In nerazzurro fino al 1996, replicò il successo in ambito europeo nella stagione 1993-94: durante la finale di ritorno contro il Casino Salisburgo, accusò uno svenimento in campo.
Trasferitosi al Bologna nel 1996 per via delle incomprensioni con Hodgson, militò nella compagine felsinea per un quadriennio distinguendosi per dissapori col capitano Marocchi durante l'ultima stagione coi petroniani: la tappa conclusiva della sua carriera fu con il Cagliari, ritirandosi nella primavera 2001 dopo essersi dichiarato deluso dal mondo calcistico.

### Dopo il ritiro
Nel 2015 diviene l'allenatore degli Esordienti del Lainatese, aggiudicandosi — alla guida dei Giovanissimi — la vittoria del campionato regionale e la conseguente promozione nell'aprile 2018.

## Palmarès

### Competizioni nazionali
- Campionato italiano Serie C2: 1

Legnano: 1982-1983 (girone B)
- Campionato italiano di Serie B: 1

Genoa: 1988-1989

### Competizioni internazionali
- Coppa UEFA: 2

Inter: 1990-1991, 1993-1994
- Coppa Intertoto UEFA: 1

Bologna: 1998